# Drargua
Drargua (franska: Drargua (CR), Drargua (Commune Rurale), arabiska: ازيار) är en kommun i Marocko.   Den ligger i prefekturen Agadir-Ida-Ou-Tanane och regionen Souss-Massa, i den centrala delen av landet, 500 km sydväst om huvudstaden Rabat. Antalet invånare är 20 008.